# Rafael Simancas
Rafael Simancas Simancas (Kehl, Alemania, 1 de julio de 1966) es un político socialista español, actual secretario de Estado de Relaciones con las Cortes y Asuntos Constitucionales desde 2021 y diputado en el Congreso de los Diputados por Madrid desde 2008.

## Biografía
Nacido en Alemania, se trasladó muy joven a Leganés, donde su padre regentaba una tienda de ultramarinos. Estudió bachillerato en el Instituto José Churriguera de dicha localidad. Es licenciado en Ciencias Políticas por la Universidad Complutense de Madrid, donde compartió aula con la Infanta Cristina.
Ingresó en el Partido Socialista en 1985. Ha sido concejal en el Ayuntamiento de Madrid desde 1995 hasta 2003, siendo portavoz del Grupo Municipal Socialista hasta este último año. Fue secretario general del Partido Socialista de Madrid (PSM-PSOE) desde el año 2000 hasta 2007, dimitiendo tras reunirse con Zapatero debido a los malos resultados del PSOE en las elecciones municipales y autonómicas de Madrid de 2007. Asimismo, ha sido portavoz del Grupo Socialista en la Asamblea de Madrid, y senador por la Comunidad de Madrid, perteneciendo además a la Diputación Permanente del Senado. Ha sido redactor jefe de la Revista Temas para el Debate y secretario general de la Agrupación Socialista Universitaria.[cita requerida]

### Política regional

#### Elecciones de mayo y octubre de 2003
A pesar de que el PSOE e Izquierda Unida obtuvieran más escaños entre los dos juntos que el Partido Popular singularmente, en las elecciones autonómicas de 2003 Simancas no obtuvo la Presidencia de la Comunidad de Madrid por la abstención de los diputados socialistas Eduardo Tamayo y María Teresa Sáez, debido a que se oponían al pacto con IU, como resultado de la ausencia de ambos en el momento de la votación para su elección, de tal modo que contravinieron el mandato de su partido no apoyando a su candidato, produciéndose, en unas elecciones posteriores, la elección de Esperanza Aguirre como presidenta del Gobierno autonómico de la Comunidad de Madrid por mayoría absoluta. Esto fue denominado periodísticamente como tamayazo, término que se sigue utilizando en la actualidad para situaciones similares.

#### Elecciones de 2007
En las elecciones de mayo de 2007, el Partido Socialista de Madrid, liderado por Rafael Simancas, obtuvo 42 diputados en la Asamblea de Madrid, tres menos que en los anteriores comicios y a una distancia 25 escaños por detrás de la candidata popular Esperanza Aguirre. Tras la derrota, Simancas anunció que no se presentaría de nuevo como candidato a la presidencia de la Comunidad en el año 2011. El 4 de junio de 2007 presentó su dimisión como líder del Partido Socialista de Madrid.

### Diputado en el Congreso
En las elecciones generales de 2008 fue candidato por Madrid en el número 10 de la lista del PSOE, resultando elegido como diputado y renunciando a su condición de diputado en la Asamblea de Madrid y senador autonómico por incompatibilidad de cargos.[cita requerida]

### Secretario de Estado
En julio de 2021, el nuevo ministro de la Presidencia, Félix Bolaños, le nombró secretario de Estado de Relaciones con las Cortes y Asuntos Constitucionales.
Rafael Simancas está casado y tiene dos hijos. Actualmente vive en Arroyomolinos (Madrid) [cita requerida]

## Cargos desempeñados
- Concejal en el Ayuntamiento de Madrid (1995-2003).
- Secretario general del PSM-PSOE (2000-2007).
- Portavoz del PSOE en el Ayuntamiento de Madrid (2000-2003).
- Diputado en la Asamblea de Madrid (2003-2008).
- Portavoz del PSOE en la Asamblea de Madrid (2003-2008).
- Senador designado por la Asamblea de Madrid (2003-2008).
- Diputado por Madrid en el Congreso de los Diputados (Desde 2008).
- Secretario de Formación del PSOE (2012-2014).
- Secretario de Estado de Relaciones con las Cortes y Asuntos Constitucionales (2021-presente).